# دانیل هریس
دانیل هریس (انگلیسی: Danielle Harris؛ زاده ۱ ژوئن ۱۹۷۷) یک هنرپیشه، و کارگردان اهل ایالات متحده آمریکا است. وی از سال ۱۹۸۵ میلادی تاکنون مشغول فعالیت بوده است.
از فیلم‌ها یا برنامه‌های تلویزیونی که وی در آن نقش داشته است می‌توان به نشان‌گذاری شده برای مرگ، ویلی آزاد، به مامان نگو پرستار بچه مرده، آخرین پسر پیش‌آهنگ، برفراز آرزو ستاره، به مامان نگو پرستار بچه مرده، وسواس تاریک و تبر اشاره کرد.